# 博爾茲納區

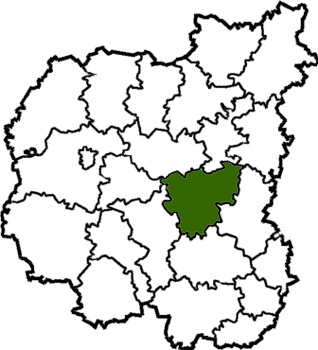

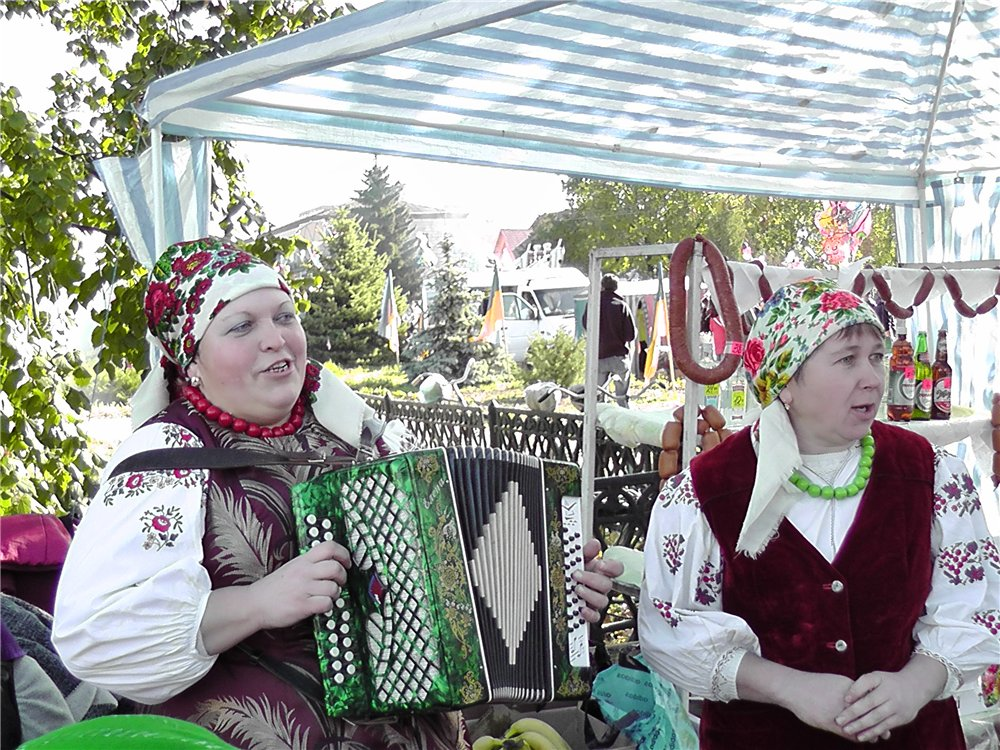

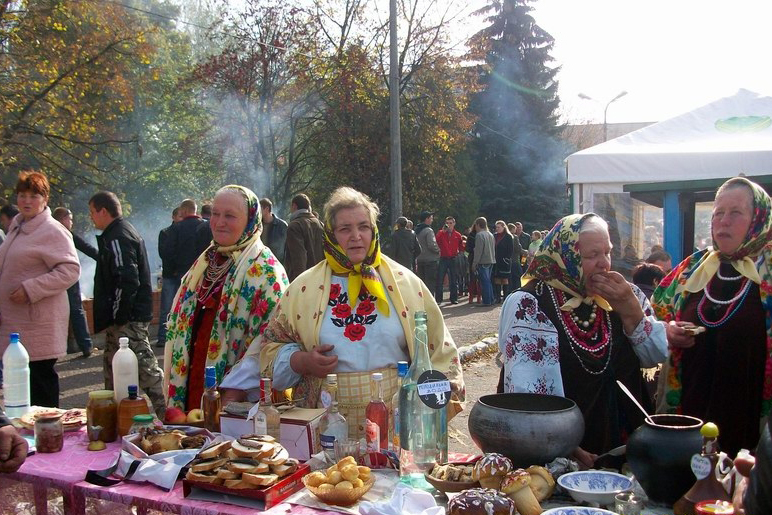

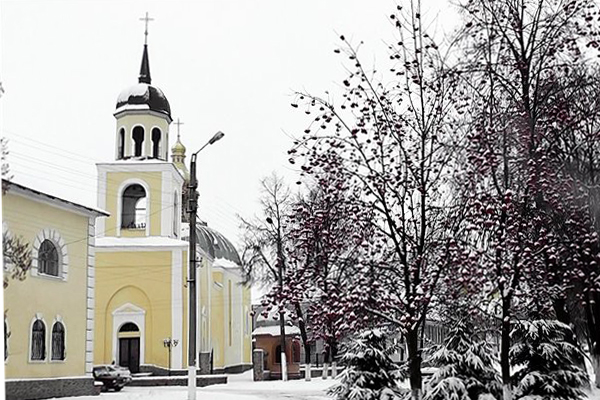

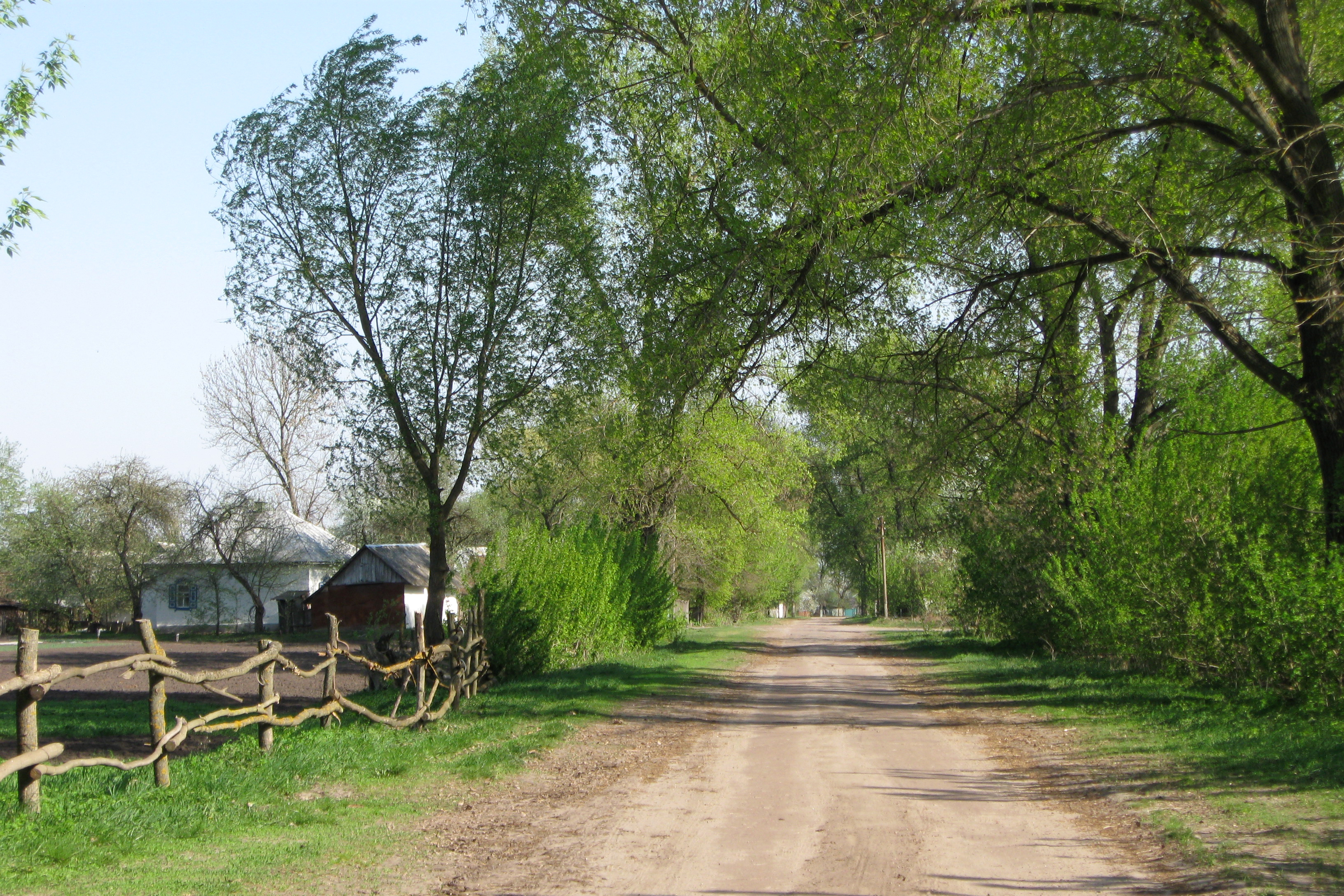

博爾茲納區（烏克蘭語：Борзнянський район）曾是烏克蘭北部切爾尼戈夫州的一個區，行政中心設於博爾茲納，面積1,600平方公里，2015年人口32,257，人口密度每平方公里20.16人。
2020年7月18日，该行政区被废除，被并入尼任区。